# Drei auf einer Couch
Drei auf einer Couch (Originaltitel: Three on a Couch) ist ein US-amerikanischer Spielfilm von Jerry Lewis aus dem Jahr 1965. Das Drehbuch wurde von Bob Ross und Samuel A. Taylor verfasst. Die Hauptrollen sind mit Jerry Lewis, Janet Leigh und Mary Ann Mobley besetzt. In den USA kam der Film das erste Mal im März 1966 in die Kinos, in der Bundesrepublik Deutschland am 22. September jenes Jahres.

## Handlung
Christopher Pride gewinnt auf einer Kunstausstellung in Los Angeles 50.000 Francs und den Auftrag, ein französisches Regierungsgebäude mit Wandmalereien auszuschmücken. Nun kann der Maler und Grafiker endlich heiraten und seine Hochzeitsreise nach Paris antreten, denkt er. Aber seine Verlobte, die Psychiaterin Dr. Elizabeth Acord, meint, ihre drei wichtigsten Patientinnen im gegenwärtigen Zustand nicht im Stich lassen zu können. Es handelt sich um junge Mädchen mit Männerkomplex aufgrund negativer Liebeserlebnisse.
Doch gerade dies wird den Plan des Verlobten verwirklichen helfen. Sein Freund Ben hat die Idee, Christopher solle sich entsprechend den augenblicklichen Gewohnheiten der Damen diesen nähern und sie von der krankhaften Abneigung dem männlichen Geschlecht gegenüber dadurch zu heilen versuchen, dass er ihnen jeweils als das entsprechende Idol ihres Unterbewusstseins erscheine. Gesagt, getan. Und so becirct er die eine als Cowboy (weil sie so für Wildwestfilme schwärmt), die andere als Sportler (weil sie so eifrig Leibesübungen huldigt) und die Dritte als Naturforscher (da sie sich so sehr für Insekten interessiert). Er hat Erfolg, der aber in Frage gestellt wird, als seine Braut einiges zu ahnen beginnt. Auf der Abschiedsparty tauchen die drei miteinander – natürlich ohne die Zusammenhänge zu ahnen – unbeabsichtigt auf und bringen die beiden Komplottschmiede in arge Bedrängnis; und bei der Verabschiedung am Dampfer, wo wieder alle aufkreuzen, platzt die ganze Geschichte endgültig. Doch nun sind es die drei Pflegebefohlenen, die ihrer Betreuerin Trost spenden und deren plötzlich an den Tag tretende Neurose zu kurieren versuchen. Was dann – zum Glück – ebenfalls gelingt.

## Kritiken
Der Evangelische Filmbeobachter urteilte: „Dieser echte Jerry Lewis stellt in der langen Kette seiner Artgenossen eines der besten Exemplare dar: Der Handlung liegt eine originelle Idee zugrunde, und sie wird folgerichtig mit Exposition, Ausführung und furiosem Finale abgespult. […] Ein netter, grotesker Spaß (ab 14).“ Das Lexikon des internationalen Films hat dagegen keine so gute Meinung vom Film. Es zog folgendes Fazit: „Wenig Witz, viel krampfige Lustigkeit, einiger Schaubudenjux: Jerry Lewis war schon einfallsreicher.“